# يوشيو كيمورا
يوشيو كيمورا (باليابانية: 木村義雄؛ بالكانا: きむら よしお) هو سياسي ياباني، ولد في 17 أبريل 1948. حزبياً، نشط في الحزب الليبرالي الديمقراطي الياباني. وقد انتخب عضو مجلس المستشارين وقد انضم خلال فترته النيابية للكتلة البرلمانية الحزب الليبرالي الديمقراطي الياباني وانتخب عضو مجلس النواب من اليابان.